# Семенкино (Аургазинський район)
Семе́нкино (рос. Семёнкино, башк. Семёнкин) — село у складі Аургазинського району Башкортостану, Росія. Адміністративний центр Семенкинської сільської ради.
Населення — 679 осіб (2010; 724 в 2002).
Національний склад:
- татари — 93%